# Казнь слона
«Казнь слона» (англ. Electrocuting an Elephant) — американский короткометражный документальный фильм Томаса А. Эдисона

## Сюжет
Фильм показывает умерщвление Томасом Эдисоном опасной для общества слонихи из парка развлечений.